# Eustachy Chalecki (dyplomata)
Eustachy Chalecki (XV w.) – dyplomata, poseł litewski do Mołdawii w 1460.

## Życiorys
Był synem Pawła Miszkowicza, stronnika Świdrygiełły. Jego ojciec wraz z braćmi otrzymał w 1437 (w zamian za Snowsk) – Chalcz w powiecie homelskim (wieś leżała na terenie księstwa czernihowskiego). Od  tej miejscowości pochodzi nazwa rodu – Chaleccy. W roku 1460 Eustachy był posłem do Mołdawii. Jego synem był Michał Chalecki.